# Ugrinovci (gmina Gornji Milanovac)
Ugrinovci (cyr. Угриновци) – wieś w Serbii, w okręgu morawickim, w gminie Gornji Milanovac. W 2011 roku liczyła 371 mieszkańców.